# چاخوو (استان اشوی‌داشکسیه)
چاخوو (به لهستانی: Czachów) یک منطقهٔ مسکونی در لهستان است که در گمینا اوژاروو واقع شده‌است. چاخوو ۲۴۰ نفر جمعیت دارد.